# 米斯蒂克 (加利福尼亞州)
米斯蒂克（英語：Mystic）是位於美國加利福尼亞州內華達縣的一個非建制地區。該地的面積和人口皆未知。

## 地理
米斯蒂克的座標為39°26′15″N 120°01′12″W / 39.43750°N 120.02000°W，而該地的平均海拔高度為1571米（即5154英尺）。